# Piasa

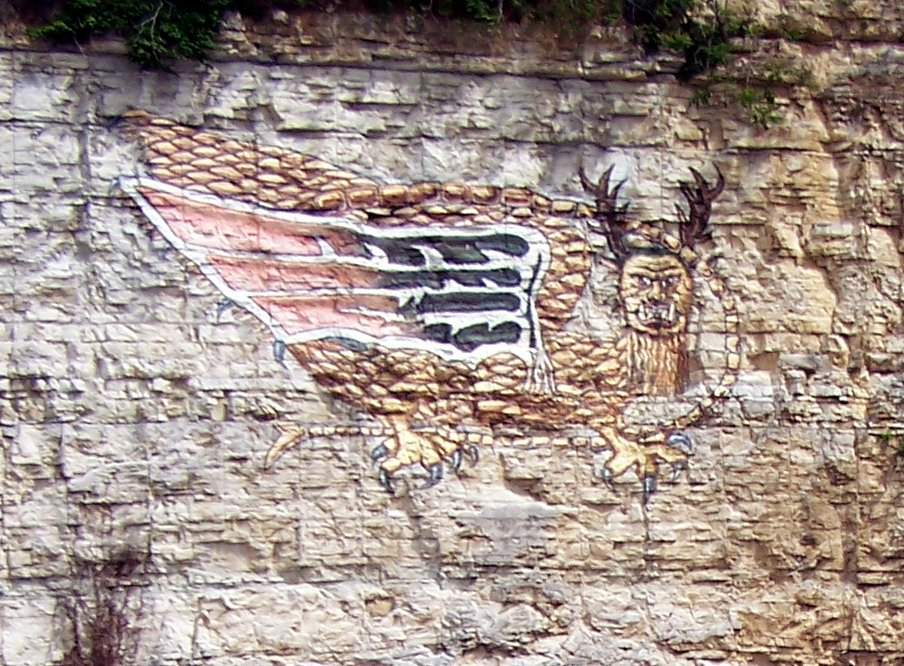
Obecna rekonstrukcja - Piasa

Piasa - legendarne stworzenie, przedstawione w malowidle naskalnym przez Indian, na klifie przy brzegach Missisipi. Pierwotne miejsce malunku leżało w hrabstwie Jersey w stanie Illinois, niedaleko obecnego Elsah. 
Oryginalne malowidło już nie istnieje, jednakże bazując na XIX-wiecznych rycinach i litografiach zrekonstruowano je w Alton w stanie Illinois, na południowy zachód od pierwotnego położenia.
Fresk został utworzony na długo przed przybyciem do Ameryki Europejczyków. Być może przedstawia ukenę, lub znane w wielu indiańskich kulturach stworzenie mityczne - podwodną panterę.
Nazwa "piasa" pochodzi od páyiihsa (język Miami-Illinois), złośliwych gnomów, które rzekomo atakowały podróżnych. Nie jest możliwe wiązanie go z "ptak - ludożerca" czy też "ptak - zły duch", gdyż nie występują one w językach rdzennej ludności tego rejonu.
Dla kultury Zachodu malowidło odkrył w 1673 roku ojciec Jacques Marquette. Potwór przedstawiony na tym malowidle doczekał się artykułu prasowego w 1836 roku, autorem był John Russell. Artykuł nosił tytuł "Ptak pożerający człowieka" ("The Bird That Devours Men"). Russell twierdził, że owo stworzenie atakowało i pożerało ludzi w okolicznych indiańskich wioskach. Według tej wersji legendy, potwór został zabity przez miejscowego wodza indiańskiego, Ouatogę, przy użyciu planu, który przedstawił mu we śnie Wielki Duch. Wódz rozkazał najdzielniejszym wojownikom, by ukryli się nieopodal wejścia do jaskini potwora. Outoga następnie sam pokazał się potworowi, pełniąc rolę przynęty, by wywabić go z kryjówki. Gdy potwór sfruwał, by pochwycić wodza, wojownicy zasypali go gradem zatrutych strzał. Russell twierdzi, że malowidło powstało dla upamiętnienia tych wydarzeń.